# Caxingó
Caxingó is een gemeente in de Braziliaanse deelstaat Piauí. De gemeente telt 5.270 inwoners (schatting 2009).